# Únor 2022
Toto je archivovaný článek z portálu Aktuality.
3. února – čtvrtek
 Polský premiér Mateusz Morawiecki spolu s českým protějškem Petrem Fialou podepsali dohodu o hnědouhelném lomu Turów. 
4. února – pátek
 V čínském Pekingu byly slavnostně zahájeny XXIV. zimní olympijské hry 2022. 
6. února – neděle
 Fotbalisté Senegalu porazili ve finále Afrického poháru národů Egypt po penaltovém rozstřelu. 
8. února – úterý
 Ester Ledecká obhájila zlatou medaili v paralelním obřím slalomu snowboardistek na Zimních olympijských hrách 2022. 
9. února – středa
 Vláda Petra Fialy jmenovala Michala Koudelku ředitelem Bezpečnostní informační služby. 
 Národní rada Slovenské republiky schválila dohodu o obranné spolupráci s USA. Americká armáda tak bude moci využívat letecké základny Malacky a Sliač, které budou modernizovány. 
10. února – čtvrtek
 Na Zimních olympijských hrách 2022 si Martina Sáblíková v závodě rychlobruslařek na 5000 metrů dojela pro bronzovou medaili. 
11. února – pátek
 Australská vláda zařadila koaly medvídkovité mezi ohrožené dluhy poté, co jejich populace klesala o 30 %. 
12. února – sobota
 Ve věku 75 let zemřel Ivan Reitman, slovensko-kanadský režisér, producent a scenárista.. 
13. února – neděle
 Spolkové shromáždění zvolilo Franka-Waltera Steinmeiera jako prezidenta i do jeho druhého funkčního období. 
14. února – pondělí
 Obyvatelé Mauricia symbolicky vztyčili vlajku na Čagoských ostrovech, kontrolovaných Spojeným královstvím. 
15. února – úterý
 Státní duma vydala rezoluci uznávající samostatnost Doněcké lidové republiky a Luhanské lidové republiky na Východní Ukrajině. 
 Kanadský premiér Justin Trudeau vyhlásil kvůli demonstracím v provincii Ontario v celé zemi nouzový stav. 
 Spojené státy požádaly o vydání Juana Orlanda Hernándéze, bývalého prezidenta Hondurasu, kvůli podezření z obchodu s drogami. 
17. února – čtvrtek
 Ve věku 74 let zemřel František Lobkowicz, český šlechtic, emeritní pomocný biskup pražský, převor českého velkopřevorství orleánské obedience Řádu svatého Lazara a první biskup ostravsko-opavské diecéze. 
20. února – neděle
 V Pekingu proběhl závěrečný ceremoniál, který oficiálně ukončil Zimní olympijské hry 2022 a předal pomyslnou štafetu do Milána a Cortiny. Česká výprava si odvezla 1 zlatou a 1 bronzovou medaili. 
21. února – pondělí
 Ruský prezident Vladimir Putin oznámil záměr uznat existenci Doněcké a Luhanské lidové republiky na východní Ukrajině. 
24. února – čtvrtek
 Rusko zahájilo útok na Ukrajinu. 
25. února – pátek
 Evropská vysílací unie kvůli invazi na Ukrajinu vyloučila Rusko z Eurovision Song Contest 2022 v Turíně. 
 Námořnictvo Ruské federace zasáhlo tanker Millennial Spirit plující pod moldavskou vlajkou a nákladní loď Namura Queen s panamskou vlajkou. 
 Rada Evropy pozastavila členství Ruska kvůli invazi na Ukrajinu. 
26. února – sobota
 Slovenská vláda vyhlásila mimořádnou událost na hranicích kvůli vysokému počtu válečných uprchlíků z Ukrajiny. 
 Francie zadržela v Lamanšském průlivu kvůli možnému porušení sankcí ruskou nákladní loď vezoucí auta do Petrohradu. 
27. února – neděle
 Válka na Ukrajině: Turecký ministr zahraničí Mevlüt Çavuşoğlu oznámil uzavření úžin Bospor a Dardanely pro plavbu válečných lodí podle konvence z Montreux. 
 Největší dopravní letadlo světa Antonov An-225 Mrija bylo zničeno při bojích o letiště Hostomel. 
 Česká republika odeslala darem Ukrajině desetitisíce lehkých ručních palných zbraní a milion kusů munice. 
 V Bělorusku proběhlo ústavní referendum upevňující moc prezidenta Alexandra Lukašenka a rušící neutrální bezpečnostní status země. 
28. února – pondělí
 Ukrajina podala přihlášku ke vstupu do Evropské unie. 
 Kvůli invazi na Ukrajinu vyloučila Mezinárodní hokejová federace Rusko a Bělorusko z Mistrovství světa v ledním hokeji 2022, ale i z dalších hokejových mistrovstvích konané v roce 2022. Také odebrala Rusku pořadatelství Mistrovství světa juniorů v ledním hokeji v roce 2023. 